# Ротон

Спектр збуджень в надплинному гелії. Квазі-імульс позначений.

Ротони — квазічастинки, елементарні збудження в надплинному гелії-4.
За своєю природою ротони схожі на фонони, проте характеризуються мінімумом в законі дисперсії при ненульових квазі-імпульсах в середині зони Брілюена. Ротони були запропоновані Левом Давидовичем Ландау для пояснення особливостей поведінки надплинного гелію при обертанні в ньому ротора.
В наведеному на рисунку законі дисперсії збуджень в надплинному гелії, лінійна ділянка при малих квазі-імпульсах відповідає фононам, а ділянка поблизу мінімуму відповідає ротонам.
Припущення про існування ротонів дало змогу пояснити існування в'язкості в певних експериментах з обертання ротора в надплинному гелії в рамках дворідинної моделі.